# Населення Татарстану
Чисельність населення республіки за даними Росстату становить 3 902 642 чол. (2020). Татарстан займає 8-е місце за чисельністю населення серед суб'єктів Російської Федерації. Щільність населення — 57,52 чол. / Км2 (2020). Міське населення — 76,93 % (2020).

## Чисельність населення
| 1926       | 1928       | 1959       | 1970       | 1979       | 1987       | 1989       |
| ---------- | ---------- | ---------- | ---------- | ---------- | ---------- | ---------- |
| 2 594 032  | ↗2 622 800 | ↗2 850 417 | ↗3 131 238 | ↗3 435 644 | ↗3 568 000 | ↗3 637 809 |
| 1990       | 1991       | 1992       | 1993       | 1994       | 1995       | 1996       |
| ↗3 653 969 | ↗3 675 425 | ↗3 692 334 | ↗3 719 831 | ↗3 740 811 | ↗3 751 808 | ↗3 761 178 |
| 1997       | 1998       | 1999       | 2000       | 2001       | 2002       | 2003       |
| ↗3 770 046 | ↗3 780 352 | ↗3 789 259 | ↗3 789 688 | ↘3 786 845 | ↘3 779 265 | ↘3 777 667 |
| 2004       | 2005       | 2006       | 2007       | 2008       | 2009       | 2010       |
| ↘3 772 945 | ↘3 768 515 | ↘3 761 534 | ↘3 760 534 | ↗3 762 809 | ↗3 768 580 | ↗3 786 488 |
| 2011       | 2012       | 2013       | 2014       | 2015       | 2016       | 2017       |
| ↗3 787 485 | ↗3 803 189 | ↗3 822 038 | ↗3 838 230 | ↗3 855 037 | ↗3 868 730 | ↗3 885 253 |

Співвідношення чоловіків і жінок (дані Росстату).
| Рік  | Кількість жінок на 1000 чоловіків. |
| ---- | ---------------------------------- |
| 2005 | 1166                               |
| 2010 | 1166                               |
| 2011 | 1164                               |
| 2012 | 1163                               |
| 2013 | 1162                               |
| 2014 | 1162                               |
| 2015 | 1162                               |
| 2016 | 1160                               |
| 2017 | 1159                               |

## Населені пункти
Найбільшим населеним пунктом Татарстану є його столиця місто-мільйонник Казань . Крім нього, в республіці є ще 26 населених пунктів з чисельністю населення понад 10 тисяч осіб, в тому числі 8 міст більш ніж з 50 тисячами і 3 міста з більш ніж 100 тисячами жителів.

## Національний склад

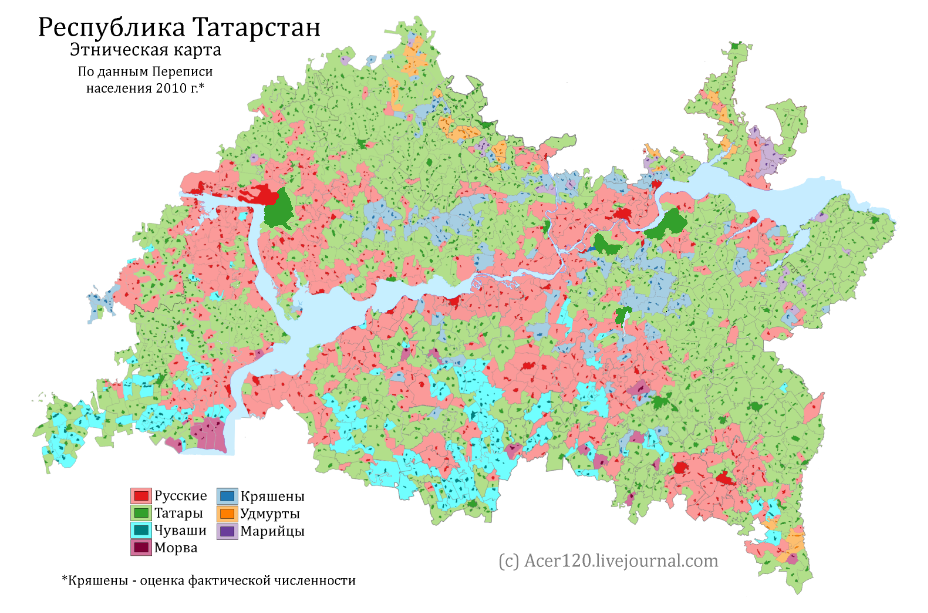
Етнічний склад Республіки Татарстан по поселеннях, перепис 2010 р

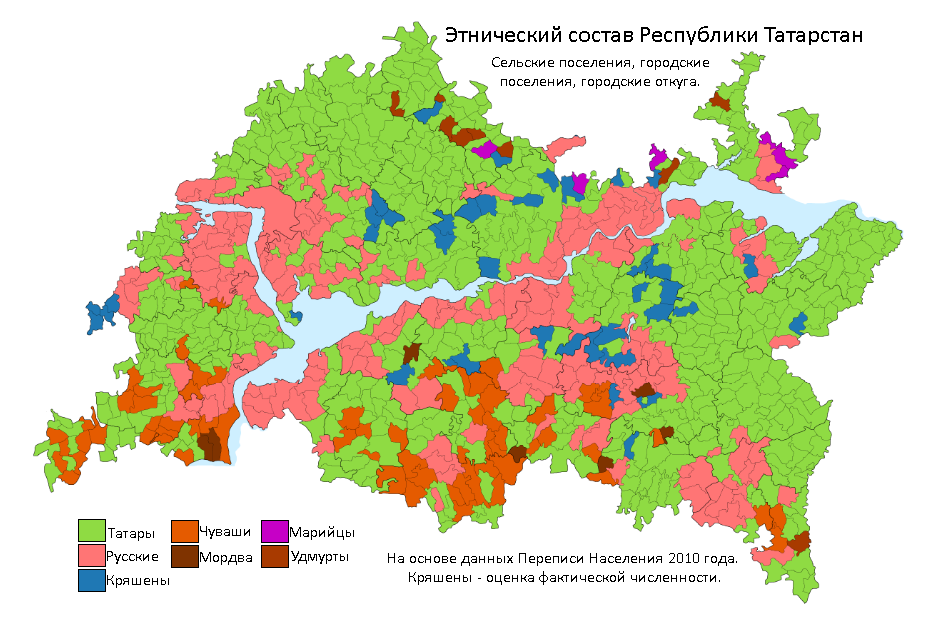
Етнічний склад Республіки Татарстан по міських і сільських поселень в %, Перепис 2010 р

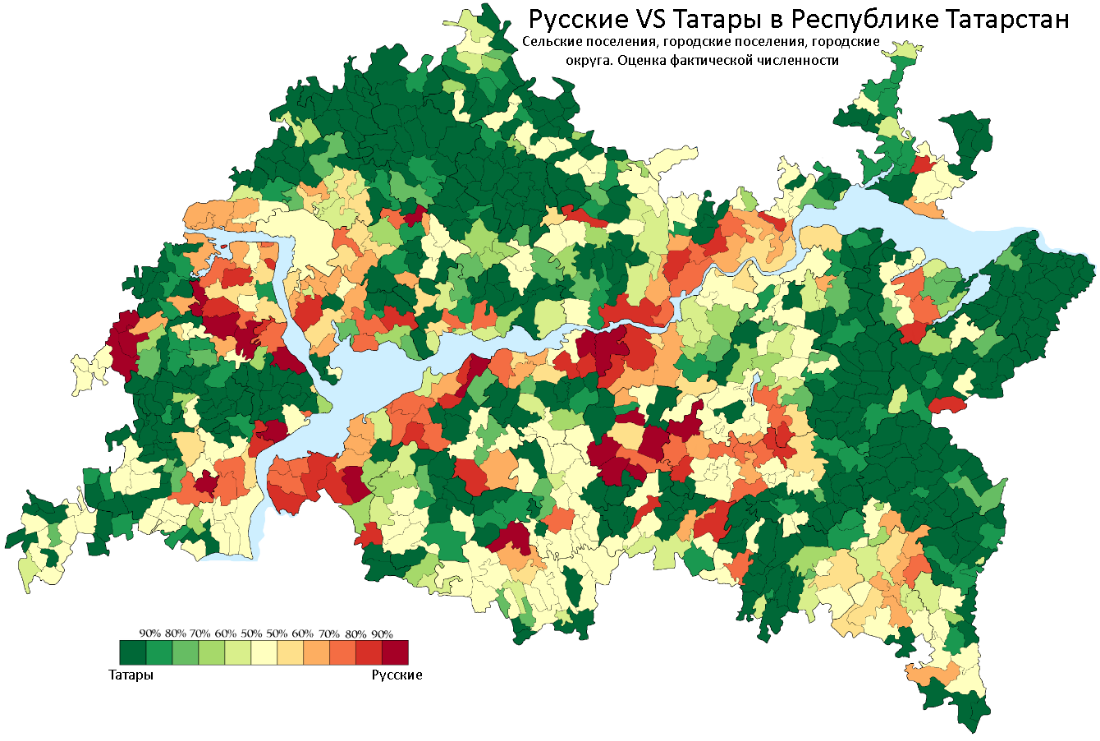
Співвідношення російських і татар в Республіці Татарстан по міських і сільських поселень в %, Перепис 2010 р

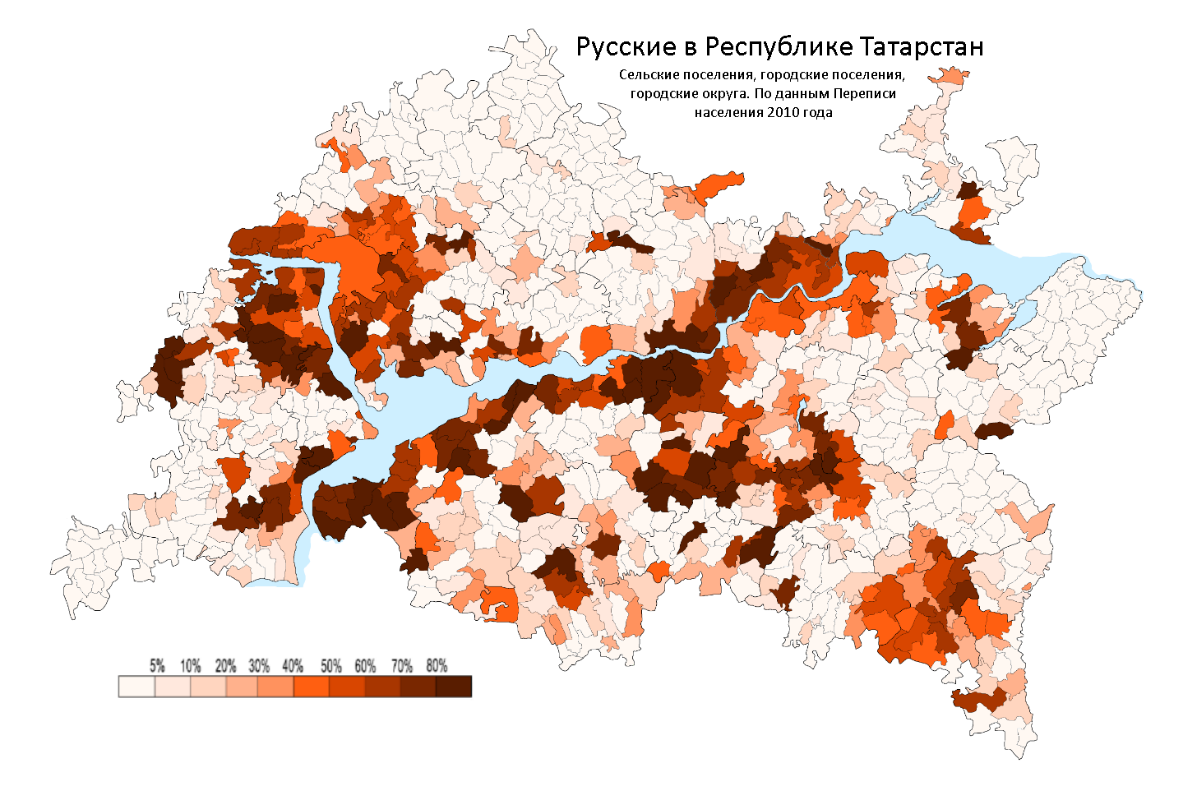
Росіяни в Республіці Татарстан по міських і сільських поселень в %, Перепис 2010 р

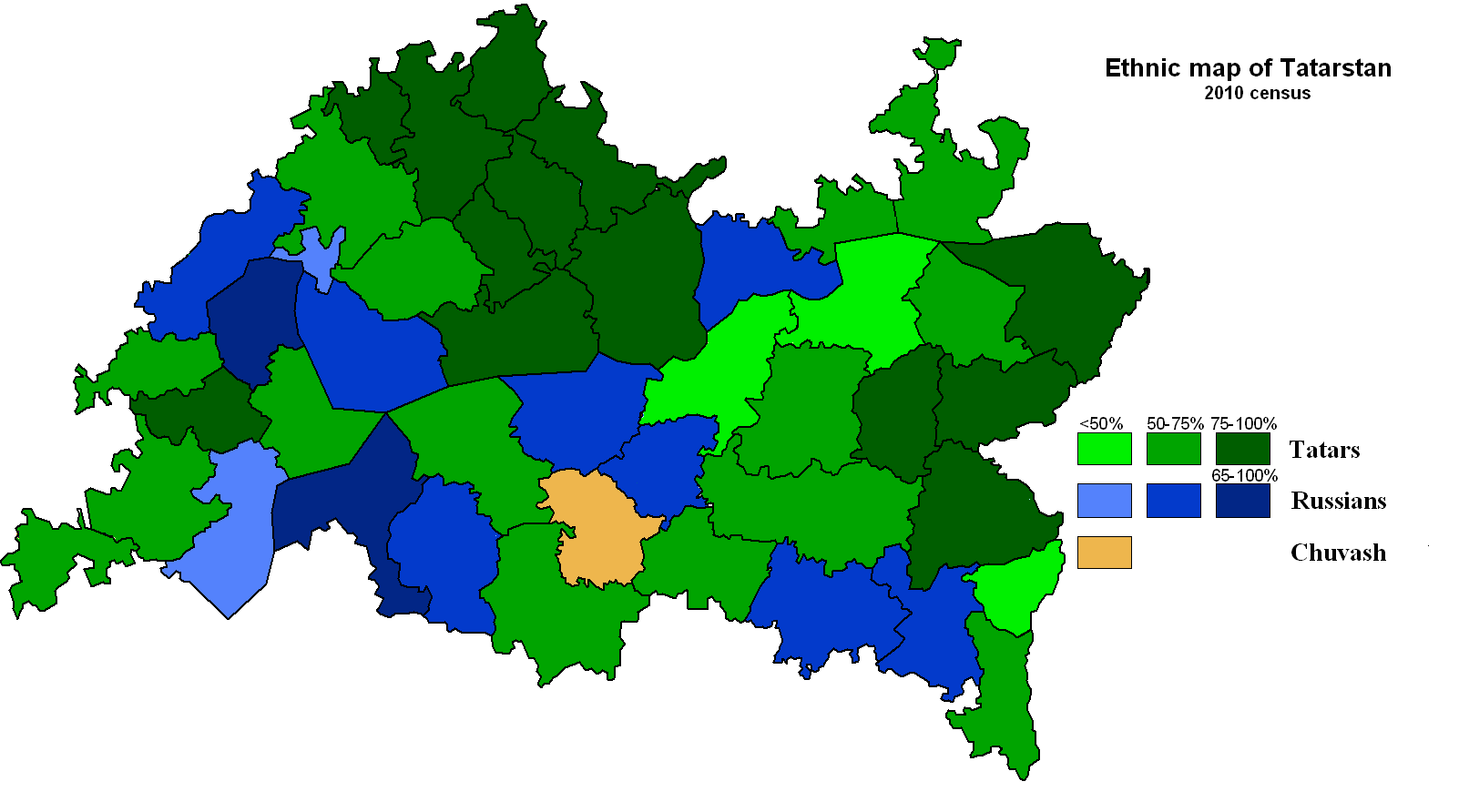
Етнічна карта Татарстану (англійською мовою)

|                           | 1926 чол. | %        | 1939 чол. | %        | 1959 чол. | %        | 1979 чол. | %        | 1989 чол. | %        | 2002 чол. | % від всього | %        | 2010 чол. | % від всього | % від тих що вказали національніцсть |
| ------------------------- | --------- | -------- | --------- | -------- | --------- | -------- | --------- | -------- | --------- | -------- | --------- | ------------ | -------- | --------- | ------------ | ------------------------------------ |
| всего                     | 2593779   | 100,00 % | 2915277   | 100,00 % | 2850417   | 100,00 % | 3445412   | 100,00 % | 3641742   | 100,00 % | 3779265   | 100,00 %     |          | 3786488   | 100,00 %     |                                      |
| Татари                    | 1164342   | 44,89 %  | 1421514   | 48,76 %  | 1345195   | 47,19 %  | 1641603   | 47,65 %  | 1765404   | 48,48 %  | 2000116   | 52,92 %      | 52,94 %  | 2012571   | 53,15 %      | 53,24 %                              |
| Росіяни                   | 1118834   | 43,14 %  | 1250667   | 42,90 %  | 1252413   | 43,94 %  | 1516023   | 44,00 %  | 1575361   | 43,26 %  | 1492602   | 39,49 %      | 39,50 %  | 1501369   | 39,65 %      | 39,71 %                              |
| Чуваші                    | 127330    | 4,91 %   | 138935    | 4,77 %   | 143552    | 5,04 %   | 147088    | 4,27 %   | 134221    | 3,69 %   | 126532    | 3,35 %       | 3,35 %   | 116252    | 3,07 %       | 3,08 %                               |
| Удмурти                   | 23873     | 0,92 %   | 25932     | 0,89 %   | 22657     | 0,79 %   | 25330     | 0,74 %   | 24796     | 0,68 %   | 24207     | 0,64 %       | 0,64 %   | 23454     | 0,62 %       | 0,62 %                               |
| Мордва                    | 35084     | 1,35 %   | 35759     | 1,23 %   | 32932     | 1,16 %   | 29905     | 0,87 %   | 28859     | 0,79 %   | 23702     | 0,63 %       | 0,63 %   | 19156     | 0,51 %       | 0,51 %                               |
| Марійці                   | 13130     | 0,51 %   | 13979     | 0,48 %   | 13513     | 0,47 %   | 16842     | 0,49 %   | 19446     | 0,53 %   | 18787     | 0,50 %       | 0,50 %   | 18848     | 0,50 %       | 0,50 %                               |
| Українці                  | 3143      | 0,12 %   | 13087     | 0,45 %   | 16099     | 0,56 %   | 28577     | 0,83 %   | 32822     | 0,90 %   | 24016     | 0,64 %       | 0,64 %   | 18241     | 0,48 %       | 0,48 %                               |
| Башкири                   | 1752      | 0,07 %   | 931       | 0,03 %   | 2063      | 0,07 %   | 9256      | 0,27 %   | 19106     | 0,52 %   | 14911     | 0,39 %       | 0,39 %   | 13726     | 0,36 %       | 0,36 %                               |
| Азербайджанці             | 10        | 0,00 %   | 139       | 0,00 %   | 330       | 0,01 %   | 1340      | 0,04 %   | 3915      | 0,11 %   | 9987      | 0,26 %       | 0,26 %   | 9527      | 0,25 %       | 0,25 %                               |
| Узбеки                    | 16        | 0,00 %   | 183       | 0,01 %   | 512       | 0,02 %   | 1165      | 0,03 %   | 2692      | 0,07 %   | 4852      | 0,13 %       | 0,13 %   | 8881      | 0,23 %       | 0,23 %                               |
| Вірмени                   | 85        | 0,00 %   | 440       | 0,02 %   | 608       | 0,02 %   | 1153      | 0,03 %   | 1815      | 0,05 %   | 5922      | 0,16 %       | 0,16 %   | 5987      | 0,16 %       | 0,16 %                               |
| Таджики                   |           |          | 27        | 0,00 %   |           |          | 231       | 0,01 %   | 742       | 0,02 %   | 3625      | 0,10 %       | 0,10 %   | 5859      | 0,15 %       | 0,15 %                               |
| Білоруси                  | 470       | 0,02 %   | 2296      | 0,08 %   | 4142      | 0,15 %   | 7074      | 0,21 %   | 8427      | 0,23 %   | 6129      | 0,16 %       | 0,16 %   | 4592      | 0,12 %       | 0,12 %                               |
| Євреї                     | 4265      | 0,16 %   | 6050      | 0,21 %   | 10360     | 0,36 %   | 8650      | 0,25 %   | 7294      | 0,20 %   | 3472      | 0,09 %       | 0,09 %   | 2624      | 0,07 %       | 0,07 %                               |
| Німці                     | 615       | 0,02 %   | 1083      | 0,04 %   | 1427      | 0,05 %   | 2352      | 0,07 %   | 2775      | 0,08 %   | 2882      | 0,08 %       | 0,08 %   | 2200      | 0,06 %       | 0,06 %                               |
| Казахи                    | 247       | 0,01 %   | 358       | 0,01 %   | 389       | 0,01 %   | 969       | 0,03 %   | 2088      | 0,06 %   | 1832      | 0,05 %       | 0,05 %   | 1758      | 0,05 %       | 0,05 %                               |
| Грузини                   | 27        | 0,00 %   | 338       | 0,01 %   | 300       | 0,01 %   | 812       | 0,02 %   | 1312      | 0,04 %   | 1753      | 0,05 %       | 0,05 %   | 1478      | 0,04 %       | 0,04 %                               |
| Киргизи                   |           |          | 73        | 0,00 %   |           |          | 114       | 0,00 %   | 536       | 0,01 %   | 482       | 0,01 %       | 0,01 %   | 1156      | 0,03 %       | 0,03 %                               |
| Молдавани                 |           |          | 128       | 0,00 %   | 194       | 0,01 %   | 777       | 0,02 %   | 1050      | 0,03 %   | 1004      | 0,03 %       | 0,03 %   | 971       | 0,03 %       | 0,03 %                               |
| Туркмени                  | 3         | 0,00 %   | 34        | 0,00 %   |           |          | 395       | 0,01 %   | 901       | 0,02 %   | 670       | 0,02 %       | 0,02 %   | 968       | 0,03 %       | 0,03 %                               |
| Корейці                   | 20        | 0,00 %   | 72        | 0,00 %   |           |          | 290       | 0,01 %   | 392       | 0,01 %   | 664       | 0,02 %       | 0,02 %   | 864       | 0,02 %       | 0,02 %                               |
| Лезгиныи                  | 5         | 0,00 %   | 53        | 0,00 %   |           |          | 164       | 0,00 %   | 483       | 0,01 %   | 819       | 0,02 %       | 0,02 %   | 862       | 0,02 %       | 0,02 %                               |
| Цигани                    | 180       | 0,01 %   | 618       | 0,02 %   | 435       | 0,02 %   | 463       | 0,01 %   | 664       | 0,02 %   | 838       | 0,02 %       | 0,02 %   | 821       | 0,02 %       | 0,02 %                               |
| Турки                     | 1         | 0,00 %   | 28        | 0,00 %   |           |          | 14        | 0,00 %   | 17        | 0,00 %   | 540       | 0,01 %       | 0,01 %   | 486       | 0,01 %       | 0,01 %                               |
| Булгари                   |           |          |           |          |           |          |           |          |           |          |           |              |          | 484       | 0,01 %       | 0,01 %                               |
| Греки                     | 22        | 0,00 %   | 79        | 0,00 %   |           |          | 227       | 0,01 %   | 382       | 0,01 %   | 488       | 0,01 %       | 0,01 %   | 477       | 0,01 %       | 0,01 %                               |
| Поляки                    | 706       | 0,03 %   | 565       | 0,02 %   | 528       | 0,02 %   | 615       | 0,02 %   | 627       | 0,02 %   | 620       | 0,02 %       | 0,02 %   | 443       | 0,01 %       | 0,01 %                               |
| Чеченці                   | 3         | 0,00 %   | 12        | 0,00 %   |           |          | 148       | 0,00 %   | 272       | 0,01 %   | 706       | 0,02 %       | 0,02 %   | 420       | 0,01 %       | 0,01 %                               |
| Осетини                   | 5         | 0,00 %   | 82        | 0,00 %   | 134       | 0,00 %   | 342       | 0,01 %   | 503       | 0,01 %   | 364       | 0,01 %       | 0,01 %   | 346       | 0,01 %       | 0,01 %                               |
| Комі-пермяки              |           |          | 145       | 0,00 %   | 407       | 0,01 %   | 335       | 0,01 %   | 500       | 0,01 %   | 464       | 0,01 %       | 0,01 %   | 299       | 0,01 %       | 0,01 %                               |
| Аварці                    |           |          | 7         | 0,00 %   |           |          | 96        | 0,00 %   | 267       | 0,01 %   | 251       | 0,01 %       | 0,01 %   | 274       | 0,01 %       | 0,01 %                               |
| Даргинці                  |           |          | 4         | 0,00 %   |           |          | 45        | 0,00 %   | 141       | 0,00 %   | 232       | 0,01 %       | 0,01 %   | 271       | 0,01 %       | 0,01 %                               |
| Араби                     | 1         | 0,00 %   |           |          |           |          | 18        | 0,00 %   | 1         | 0,00 %   | 206       | 0,01 %       | 0,01 %   | 271       | 0,01 %       | 0,01 %                               |
| Вєтнамці                  |           |          |           |          |           |          |           |          |           |          | 251       | 0,01 %       | 0,01 %   | 244       | 0,01 %       | 0,01 %                               |
| Литовці                   | 79        | 0,00 %   | 78        | 0,00 %   | 164       | 0,01 %   | 297       | 0,01 %   | 365       | 0,01 %   | 263       | 0,01 %       | 0,01 %   | 222       | 0,01 %       | 0,01 %                               |
| Болгари                   | 4         | 0,00 %   | 25        | 0,00 %   |           |          | 154       | 0,00 %   | 241       | 0,01 %   | 256       | 0,01 %       | 0,01 %   | 205       | 0,01 %       | 0,01 %                               |
| інші                      | 434       | 0,02 %   | 1167      | 0,04 %   | 2000      | 0,07 %   | 2547      | 0,07 %   | 3325      | 0,09 %   | 3914      | 0,10 %       | 0,10 %   | 4313      | 0,11 %       | 0,11 %                               |
| вказали національність    | 2593727   | 100,00 % | 2914888   | 99,99 %  | 2850354   | 100,00 % | 3445411   | 100,00 % | 3641742   | 100,00 % | 3778359   | 99,98 %      | 100,00 % | 3780436   | 99,84 %      | 100,00 %                             |
| не вказали національність | 52        | 0,00 %   | 389       | 0,01 %   | 63        | 0,00 %   | 1         | 0,00 %   | 0         | 0,00 %   | 906       | 0,02 %       |          | 6052      | 0,16 %       |                                      |

### Татари
Частка татар у населенні республіки за результатами переписів:
| +1926 , % | 1939 , % | 1959 , % | 1970 , % | 1979 , % | 1989 , % | 2002 , % | 2010 , % |
| --------- | -------- | -------- | -------- | -------- | -------- | -------- | -------- |
| 48,7      | 48,8     | 47,2     | 49,1     | 47,6     | 48,5     | 52,9     | 53,2     |

Татари — за результатами перепису 2010 року, в республіці проживало 2,012,000 татар (що становить понад 53 % населення республіки).
З 43 муніципальних районів татари утворюють більшість у 32, росіяни — в 10, і в одному районі більшість населення складають чуваші. У 10-ти районах чисельність татар перевищує 80-90 % від загальної чисельності тих що вказали національність.
Хоча обидві основні етнічні групи республіки в цілому ведуть подібний спосіб життя, в динаміці чисельності татарського і російського населення республіки є істотні відмінності. Так, у порівнянні з росіянами у татар народжуваність в середньому вище (в селі — у 1,3 рази, в місті — у 1,5 рази). Смертність у татар трохи нижча (9,9 проти 11,2 проміле), питома вага молодих вікових груп у татар вища. Природний приріст населення республіки: 4,0 % у татар і -1,4 % у росіян.
В силу зазначених причин згідно з прогнозними даними майбутнього етнічного складу населення Республіки Татарстан до 2030 р питома вага татар в межах республіки буде збільшуватися. До кінця прогнозованого періоду їхня частка може дійти до 58,8 %, а питома вага росіян складе 35,3 %. Урбанізація татар відбуватиметься швидкими темпами, причому місцями їхнього розселення все частіше будуть виступати більші міста і агломерації. Прогнозується істотне зростання чисельності татар в найбільших містах з відносно високим рівнем життя населення.

### Росіяни
Частка росіян у населенні республіки за результатами переписів:
| +1926 , % | 1939 , % | 1959 , % | 1970 , % | 1979 , % | 1989 , % | 2002 , % | 2010 , % |
| --------- | -------- | -------- | -------- | -------- | -------- | -------- | -------- |
| 43,1      | 42,9     | 43,9     | 42,4     | 44,0     | 43,3     | 39,5     | 39,7     |

### Чуваші
Частка чувашів в населенні республіки за результатами переписів:
| +1926 , % | 1939 , % | 1959 , % | 1970 , % | 1979 , % | 1989 , % | 2002 , % | 2010 , % |
| --------- | -------- | -------- | -------- | -------- | -------- | -------- | -------- |
| 4,9       | 4,8      | 5,0      | 4,9      | 4,3      | 3,7      | 3,3      | 3,1      |

Чуваші складають значну частину населення Аксубаєвського району республіки — 44,0 %, Дрожжановського р-ну — 41,1 %, Нурлатського р-ну — 25,3 %, Черемшанського району — 22,8 %, Тетюшського р-ну — 20, 9 %, Буїнського р-ну — 19,9 % і Алькіївського р-ну — 19,2 %.

### Удмурти
Частка удмуртів в населенні республіки за результатами переписів:
| +1926 , % | 1939 , % | 1959 , % | 1970 , % | 1979 , % | 1989 , % | 2002 , % | 2010 , % |
| --------- | -------- | -------- | -------- | -------- | -------- | -------- | -------- |
|           |          |          |          |          | 0,7      | 0,6      | 0,6      |

Удмурти компактно проживають в Кукморському районі, де вони становлять 14,0 % від усього населення, в Балтасінському районі — 11,9 %, в Агризському районі — 6,4 %, в Бавлінскому районі — 5,6 %.

### Башкири
Частка башкир в населенні республіки за результатами переписів:
| +1926 , % | 1939 , % | 1959 , % | 1970 , % | 1979 , % | 1989 , % | 2002 , % | 2010 , % |
| --------- | -------- | -------- | -------- | -------- | -------- | -------- | -------- |
| 0,07      | 0,03     | 0,07     | 0,09     | 0,27     | 0,52     | 0,39     | 0,36     |

За даними перепису 2010 року на території Татарстану проживає 13,7 тисяч башкирів, з них 5,9 тисяч — в Набережних Човнах, 1,8 тисячі — в Казані.

### Євреї
Частка євреїв в населенні республіки за результатами переписів:
| +1926 , % | 1939 , % | 1959 , % | 1979 , % | 1989 , % | 2002 , % | 2010 , % |
| --------- | -------- | -------- | -------- | -------- | -------- | -------- |
| 0,16      | 0,21     | 0,36     | 0,25     | 0,20     | 0,09     | 0,07     |

Євреї Татарстану і Удмуртії — це особливі територіальні групи ашкеназі, що сформувалися в регіоні проживання змішаного тюрко, фінно-угро і слов'яномовного населення. Ашкеназькі євреї проживають на території Татарстану з 1830-х років. Спочатку, євреї Удмуртії і Татарстану поділялися на 2 територіальні групи: 1) удмуртські євреї, які жили в Удмуртії і на півночі Татарстану; 2) татарські або казанські євреї. Вони говорили на мові ідиш . Удмуртські євреї сформували місцевий ідіом їдишу (удмуртіш), одна з характерних особливостей якого є помітна кількість удмуртських і татарських запозичення.
За даними Всесоюзного перепису 1989 року в Татарстані проживало понад 7 тисяч євреїв. У 1990-ті роки відбувалася репатріація до Ізраїлю . Нині в Ізраїлі проживає близько 9 тисяч репатріантів з Татарстану.

## Національний склад по районах (2010)
За даними перепису 2010 року
| Район (місто)             | Татари | Росіяни | Чувашиі | Удмурти | Мордва | Марійці | Українці | Башкири |
| ------------------------- | ------ | ------- | ------- | ------- | ------ | ------- | -------- | ------- |
| Казань                    | 47,6 % | 48,6 %  | …       | …       | …      | …       | …        | …       |
| Набережні Човни           | 47,4 % | 44,9 %  | 1,9 %   | …       | …      | …       | 1,3 %    | 1,2 %   |
| Агризький район           | 58,1 % | 25,2 %  | …       | 6,4 %   | …      | 8,0 %   | …        | …       |
| Азнакаєвський район       | 86,1 % | 11,2 %  | …       | …       | …      | …       | …        | …       |
| Аксубаєвський район       | 38,5 % | 16,8 %  | 44,0 %  | …       | …      | …       | …        | …       |
| Актаньшиський район       | 96,9 % | …       | …       | …       | …      | 1,6 %   | …        | …       |
| Алексєєвський район       | 30,5 % | 58,6 %  | 6,3 %   | …       | 3,0 %  | …       | …        | …       |
| Алькієвський район        | 64,2 % | 15,7 %  | 19,2 %  | …       | …      | …       | …        | …       |
| Альметьєвський район      | 55,2 % | 37,1 %  | 2,8 %   | …       | 1,4 %  | …       | …        | …       |
| Апастовський район        | 90,9 % | 4,7 %   | 3,7 %   | …       | …      | …       | …        | …       |
| Арський район             | 92,7 % | 5,9 %   | …       | …       | …      | …       | …        | …       |
| Атнинський район          | 98,6 % | …       | …       | …       | …      | …       | …        | …       |
| Бавлинський район         | 64,6 % | 20,3 %  | 5,7 %   | 5,6 %   | 1,1 %  | …       | …        | …       |
| Балтасинський район       | 85,0 % | 1,7 %   | …       | 11,9 %  | …      | …       | …        | …       |
| Бугульминський район      | 35,5 % | 56,6 %  | 2,5 %   | …       | 2,3 %  | …       | …        | …       |
| Буїнський район           | 65,9 % | 13,3 %  | 19,9 %  | …       | …      | …       | …        | …       |
| Верхньоуслонський район   | 24,9 % | 65,8 %  | 6,2 %   | …       | …      | …       | …        | …       |
| Високогорський район      | 67,2 % | 30,4 %  | …       | …       | …      | …       | …        | …       |
| Дрожжанівський район      | 57,5 % | 1,1 %   | 41,1 %  | …       | …      | …       | …        | …       |
| Єлабузький район          | 42,6 % | 51,7 %  | 1,0 %   | …       | …      | 1,2 %   | …        | …       |
| Заїнський район           | 57,5 % | 39,2 %  | 1,4 %   | …       | …      | …       | …        | …       |
| Зеленодольський район     | 40,4 % | 56,2 %  | 1,2 %   | …       | …      | …       | …        | …       |
| Кайбицький район          | 67,7 % | 26,2 %  | 5,3 %   | …       | …      | …       | …        | …       |
| Камсько-Устьїнський район | 54,1 % | 42,8 %  | …       | …       | …      | …       | …        | …       |
| Кукморський район         | 78,6 % | 5,3 %   | …       | 14,0 %  | …      | 1,4 %   | …        | …       |
| Лаїшевський район         | 42,1 % | 55,1 %  | 1,0 %   | …       | …      | …       | …        | …       |
| Леніногорський район      | 51,5 % | 37,0 %  | 4,5 %   | …       | 4,6 %  | …       | …        | …       |
| Мамадиський район         | 76,3 % | 20,1 %  | …       | 1,3 %   | …      | 1,4 %   | …        | …       |
| Менделєєвський район      | 52,8 % | 35,6 %  | …       | 4,4 %   | …      | 4,0 %   | …        | …       |
| Мензелинський район       | 60,1 % | 35,4 %  | …       | …       | …      | 2,7 %   | …        | …       |
| Муслюмовський район       | 89,9 % | 6,3 %   | …       | …       | …      | 2,7 %   | …        | …       |
| Нижньокамський район      | 50,2 % | 43,9 %  | 2,5 %   | …       | …      | …       | …        | 0,7 %   |
| Новошешминський район     | 43,4 % | 50,9 %  | 4,2 %   | …       | …      | …       | …        | …       |
| Нурлатський район         | 51,8 % | 21,6 %  | 25,3 %  | …       | …      | …       | …        | …       |
| Пестречинський район      | 57,0 % | 40,2 %  | …       | …       | …      | …       | …        | …       |
| Рибно-Слободський район   | 79,2 % | 19,8 %  | …       | …       | …      | …       | …        | …       |
| Сабинський район          | 95,4 % | 3,2 %   | …       | …       | …      | …       | …        | …       |
| Сармановський район       | 90,8 % | 7,8 %   | …       | …       | …      | …       | …        | …       |
| Спаський район            | 29,5 % | 67,6 %  | 1,6 %   | …       | …      | …       | …        | …       |
| Тетюшський район          | 32,7 % | 35,7 %  | 20,9 %  | …       | 9,6 %  | …       | …        | …       |
| Тукаєвський район         | 71,1 % | 24,3 %  | 1,5 %   | …       | …      | …       | …        | …       |
| Тюлячинський район        | 89,2 % | 10,1 %  | …       | …       | …      | …       | …        | …       |
| Черемшанський район       | 54,1 % | 17,8 %  | 22,8 %  | …       | 4,2 %  | …       | …        | …       |
| Чистопольський район      | 40,1 % | 55,4 %  | 3,0 %   | …       | …      | …       | …        | …       |
| Ютазинський район         | 74,6 % | 21,3 %  | …       | …       | …      | …       | …        | …       |